# Quaaout Indian Reserve 1
Quaaout Indian Reserve 1 är ett reservat i Kanada.   Det ligger i provinsen British Columbia, i den södra delen av landet, 3 300 km väster om huvudstaden Ottawa.
I omgivningarna runt Quaaout Indian Reserve 1 växer i huvudsak barrskog. Runt Quaaout Indian Reserve 1 är det mycket glesbefolkat, med 3 invånare per kvadratkilometer.